# Ictinogomphus pugnovittatus
Ictinogomphus pugnovittatus är en trollsländeart som beskrevs av Yousuf och Yunus 1976. Ictinogomphus pugnovittatus ingår i släktet Ictinogomphus och familjen flodtrollsländor. Inga underarter finns listade i Catalogue of Life.